# کریستف اشنایدر
کریستف اشنایدر (به آلمانی: Christoph Schneider) یک نوازنده آلمانی است. او نوازنده درام در گروه نویه دویچه هرته رامشتاین است.